# توني نيكولاس
توني نيكولاس (بالإنجليزية: Tony Nicholas)‏ (16 أبريل 1938 في المملكة المتحدة - 25 سبتمبر 2005 بلندن في المملكة المتحدة) هو لاعب كرة قدم بريطاني في مركز الهجوم. لعب مع إبسفليت يونايتد وبرايتون أند هوف ألبيون وتشيلسي وكامبريدج يونايتد ونادي ليتون أورينت ونادي دارتفورد ونادي تشيلمسفورد ونادي فوكستون.

## وصلات خارجية
- توني نيكولاس على موقع قاعدة بيانات كرة القدم.إي يو (الإنجليزية)